# Баррі (собака)
Баррі-рятівник (нім. Barry der Menschenretter, 1800–1814), також відомий як просто Баррі — собака-рятувальник, яка працювала у Швейцарії при монастирі Св. Бернара. Порода, до якої належав Баррі, згодом стала відома як сенбернар, проте він значно відрізнявся від сучасних сенбернарів — зокрема, мав темне забарвлення, витягнуту морду і був значно менший. Однак, у творах культури Баррі зазвичай зображують подібним до сучасних собак цієї породи. Баррі є найвідомішим з описаних сенбернарів — за своє життя він урятував щонайменше сорок осіб.
В Альпах є перевал Великий Сен-Бернар. Колись там проходила дорога, що пов'язує Італію з країнами Центральної Європи. Дорога ця була важкою: і тому, що пролягала на висоті двох з половиною кілометрів, і через погодні умови тих місць — бурі починалися несподівано й захоплені в дорозі мандрівники часто втрачали напрямок, через що гинули. Ченці у своєму монастирському готелі надавали  притулок подорожнім, що проходили через перевал, допомагали постраждалим у біді. Вони вивели міцних та розумних собак, які не боялися морозу та вітру і, завдяки своєму нюху, відшукували засипаних снігом та збитих зі шляху людей.
За однією з легенд, Баррі був убитий під час порятунку ним сорок першої людини, однак це не відповідає дійсності. Баррі помер своєю смертю в Берні, Швейцарія, і після смерті його тіло було передано до Бернського музею природної історії для виготовлення опудала. Його шкіру було збережено під час таксидермії, проте його череп був змінено 1923, відповідно до будови черепа сучасного сенбернара; щоправда, ця обставина не є причиною того, що Баррі традиційно зображують подібним до нинішніх сенбернарів, оскільки такі зображення стали з'являтися на поштових листівках значно раніше 1923 року. Його ім'я й історія неодноразово описувалися в літературних та кінематографічних творах, а на кладовищі собак у Парижі йому встановлено пам'ятник. З початку XIX століття та донині одна з собак в монастирі Св. Бернара завжди носить ім'я Баррі на його честь. Із 2004 року існує Фонд Баррі, який було створено для того, щоб відшкодувати витрати на розведення собак цієї породи в розпліднику монастиря.

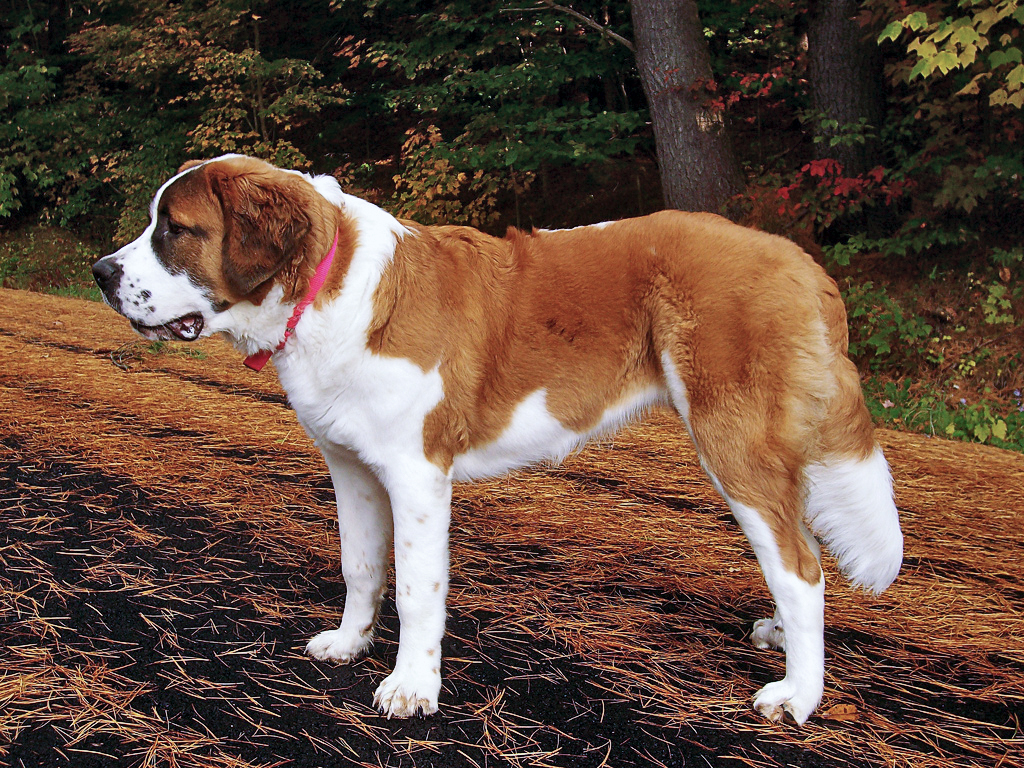
Сучасний сенбернар

## Історія Баррі

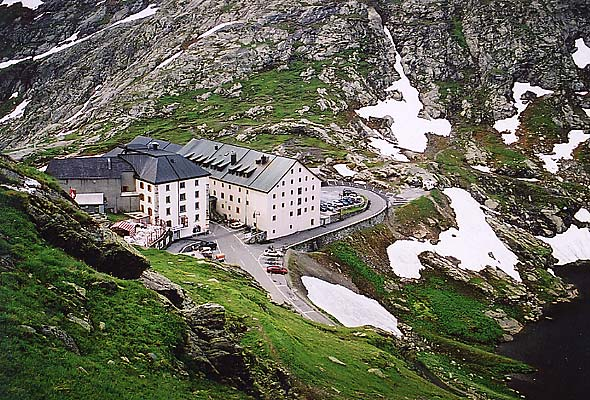
Монастир св. Бернара

Перша згадка про собак в архівах монастиря св. Бернара датована 1707 роком та виглядає як «Собака була похована нами». Собаки, як вважають, були вперше завезені до монастиря між 1660 і 1670 роками як сторожові. Старі черепи з колекції Бернського музею природної історії свідчать, що в монастирі мешкало щонайменше два типи собак. 1800 року, коли народився Баррі, було відомо, що незадовго до того в монастирі вже використовувалась особлива порода собак, призначених для порятунку людей на перевалі. Ці собаки були відомі під назвою Küherhund, або пастуші собаки.
Вимірювання збереженого тіла Баррі показують, що він був меншим, ніж сучасний сенбернар, важив близько 40—45 кілограмів (88-99 фунтів), тоді як сучасні собаки цієї породи важать близько 65—85 кілограмів (140–190 фунтів). Зріст опудала Баррі останнім часом становить близько 64 сантиметрів (25 дюймів), однак за життя він був значно нижчий.

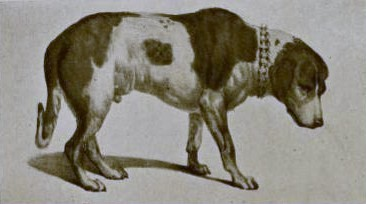
Малюнок, збережений в Бернському музеї природної історії, на якому зображено опудало Баррі до змін 1923 року

За час життя та рятувальної діяльності Баррі, йому приписують порятунок близько сорока осіб, хоча ця цифра різниться в джерелах різних років. Найвідомішим з врятованих Баррі був маленький хлопчик. Баррі виявив його без свідомості, при смерті від холоду в крижаній печері після сходження лавини; спочатку собака облизала хлопчика, щоб відігріти його, а потім потягла по землі; через деякий час хлопчик зміг залізти Баррі на спину, і той відніс його до монастиря. Дитина вижила і її повернули батькам, хоча інші джерела зазначають, що мати хлопчика загинула під час сходження тієї ж лавини, через яку сам він опинився в сніговому полоні. Звичайно, сумніву можна піддати і сам факт порятунку — Бернський музей природної історії оскаржує легенду, приписуючи її Петеру Штетине, спеціалісту з порівняльної психології:
Баррі — найкраща з собак, найкраща з тварин. Ти залишав монастир з кошиком на шиї в заметіль, коли сніг йде без упину. Кожного дня ти обстежував гори в пошуках нещасних, похованих під лавиною. Ти викопував їх і повертав до життя, а коли не міг, то біг назад до монастиря, щоб подати монахам сигнал про допомогу. Ти воскрешав людей. Ти міг бути з ними таким ніжним, що навіть маленький хлопчик, якого ти відкопав, не злякався тебе і тримався за твою спину, доки ти ніс його в монастир.

### Смерть

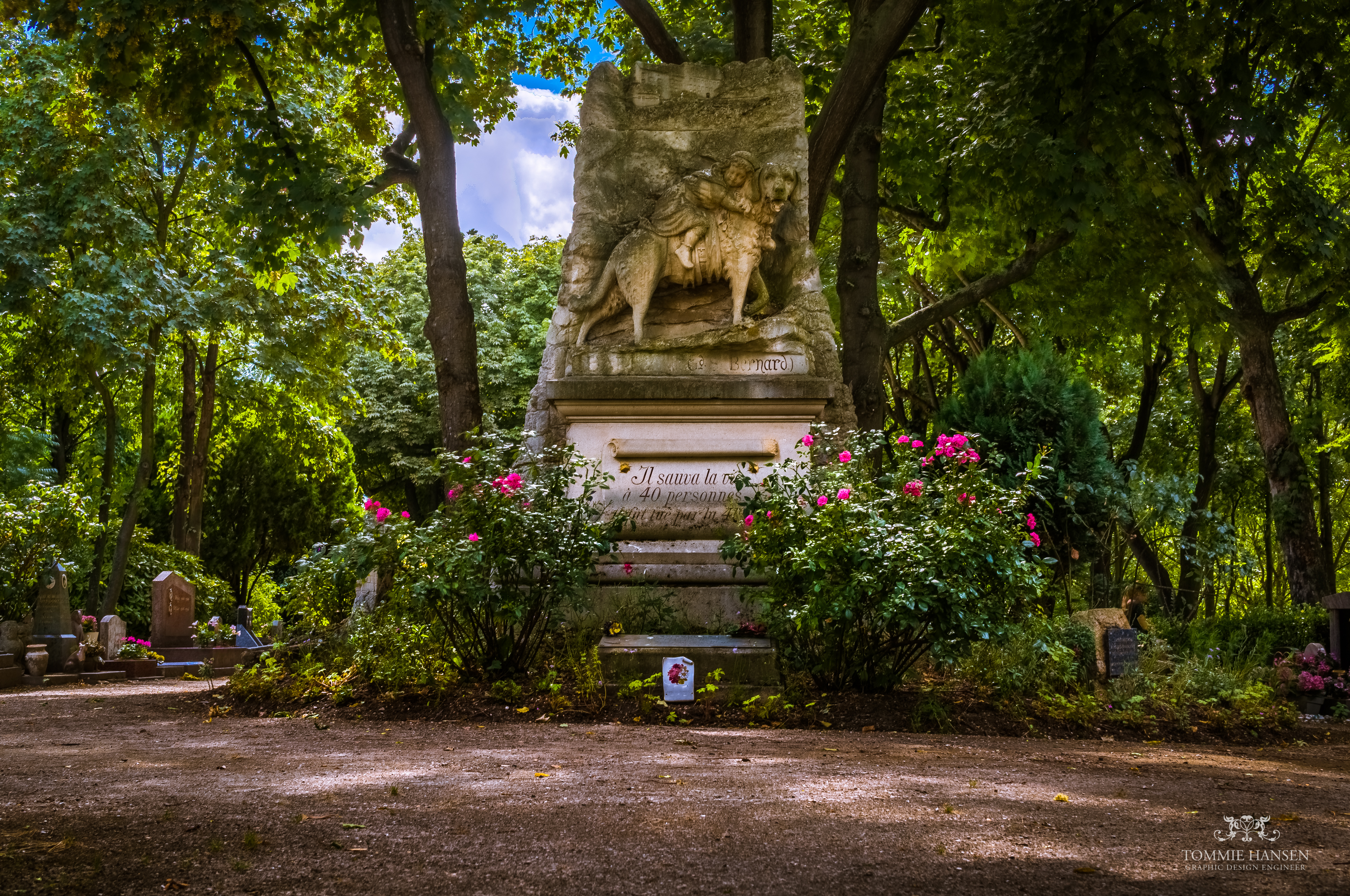
Пам'ятник Баррі на кладовищі собак у Франції

Дошка на пам'ятнику Баррі на кладовищі собак під Парижем твердить, що він врятував сорок осіб, але був убитий, намагаючись врятувати сорок першого (фр. Il sauva la vie à 40 personnes. Il fut tué par le 41ème). Кажуть, що в монастир прийшла звістка, що швейцарський солдат загинув у горах. Баррі шукав солдата протягом сорока восьми годин та, урешті-решт відчув запах людини й почав розкопувати великий сніжний замет. Він копав доти, поки не відкопав солдата, а потім лизнув його в обличчя, як був навчений. Прокинувшись від цього та здригнувшись, солдат злякався, прийнявши Баррі за вовка, і смертельно поранив собаку багнетом. У своїй Книзі про собак 1906 Джеймс Уотсон приписує авторство цієї плітки Ідстону, відомому як преподобний Томас Пірс.
Однак легенда про смерть Баррі не відповідає дійсності. Після дванадцяти років служби Баррі залишили одному Бернському ченцеві, у якого він спокійно прожив решту життя та помер у віці чотирнадцяти років; його тіло було передано до Бернського музею природничої історії. На честь двохсотріччя Баррі в музеї була проведена спеціальна виставка.

## Ім'я
Ім'я Баррі походить від швейцарсько-німецького «Bäri» (тобто ведмідь, літературне німецьке Bär), яке в Швейцарії часто дають собакам чорного забарвлення. Наприкінці XIX століття ім'я дещо змінилося на англійський манер та перетворилося в «Баррі».

## Пам'ять

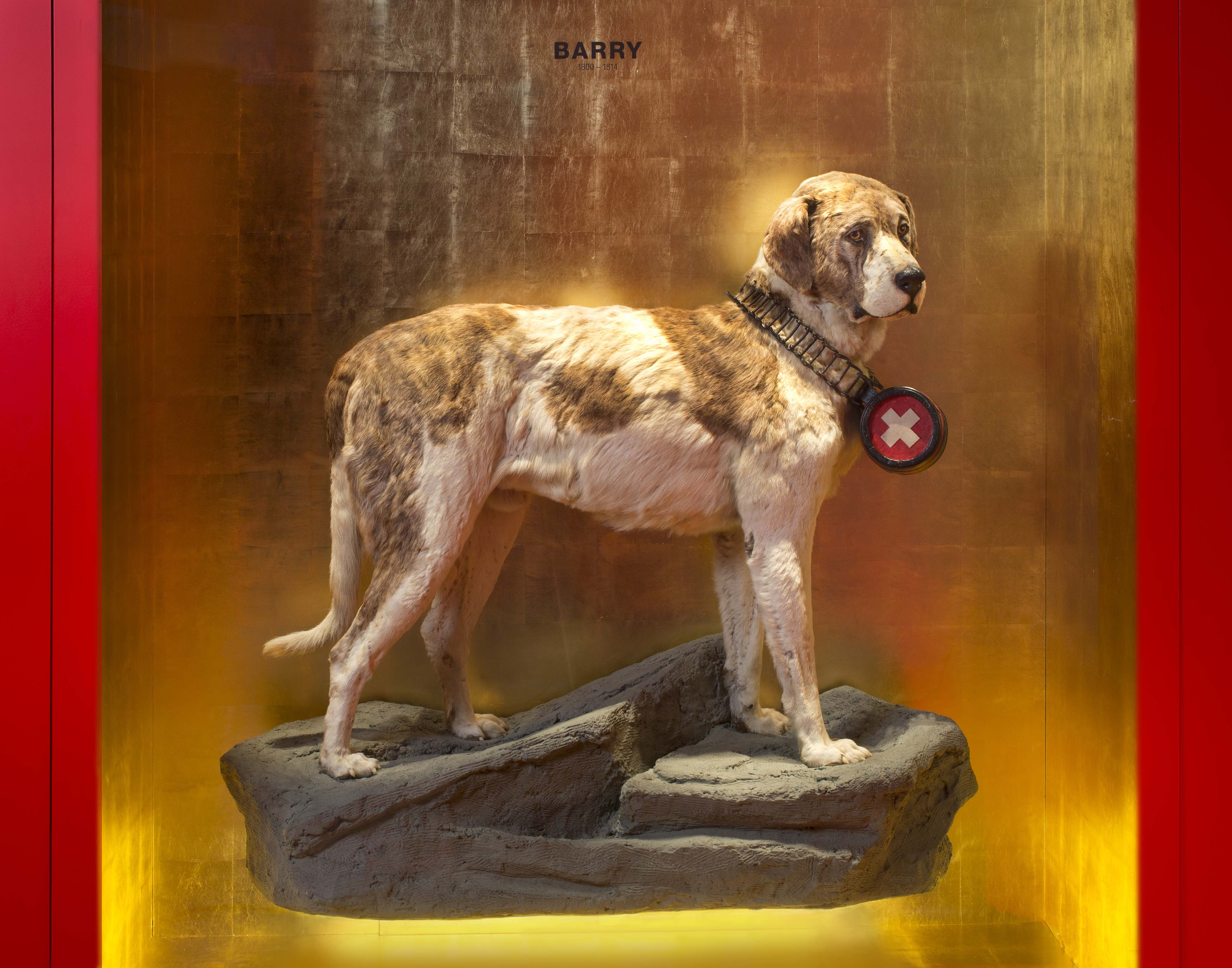
Опудало Баррі, виставлене в Бернському музеї природної історії.

Після смерті Баррі в монастирі св. Бернара і досі одна собака завжди носить ім'я Баррі. За життя Баррі його порода не мала конкретної назви. 1820 року, через шість років після смерті, його назвали альпійським мастифом, у той час як траплялася й назва альпійський спанієль, записана приблизно в той же час. Англійська назва цієї породи — «священні собаки». 1828 року німецькі кінологи запропонували назву «альпійська собака». Після смерті Баррі аж до 1860 всі собаки, подібні до Баррі, в кантоні Берн називалися «собаками Баррі», за його ім'ям. Загальновизнаної назви порода не мала аж до 1865 року, коли для неї був вперше вжито термін «сенбернар». Під цією назвою породу було визнано швейцарським собаківництвом 1880 року.
Собаки, що застосовувались ченцями в ущелині Святого Бернара, значно відрізнялися за формою та забарвленню від тих, яких ми називаємо сенбернарами. Після того, як порода стала вимирати, ченці стали схрещувати її з іншими породами[уточнити], після чого й з'явилися сучасні сенбернари. Саме тому забарвлення Баррі було чорним, а не звичним для нас світлим.
Баррі описується Бернським музеєм природничої історії, як найвідоміший сенбернар; після його смерті, шкіру було збережено для подальшого виготовлення опудала для музею, проте тіло було поховане. Таксидермістові було поставлено завдання зобразити Баррі сумирним та лагідним, щоб показати майбутнім поколінням його добру вдачу. 1923 року опудало Баррі було реконструйовано Георгом Рупрехтом, оскільки до того часу стало крихким і було готове розвалитися. Під час відновлення тіло й особливо череп Баррі були дещо змінені відповідно до зовнішнього вигляду сучасного сенбернара як компроміс між Рупрехтом та директором музею: морда між носом та лобом стала більш плоскою, голова була збільшена. На шию Баррі додали нашийник з барильцем, щоб популяризувати міф про собак-рятувальників, які приносили алкоголь тим, кого рятували, про який вперше згадував Ервін Ландсир у своїй роботі Alpine Mastiffs Reanimating a Distressed Traveller. Нашийник було знято 1978 Вальтером Хубером, директором музею, хоча з того часу він був замінений. Пам'ятник Баррі встановлено навпроти входу на кладовище собак у Парижі.
Баррі присвячено вірш Семюеля Роджерса «Великий сенбернар». Генрі Бордо присвятив Баррі новелу La Neige sur les pas, написану в 1911. 1977 року Walt Disney Pictures створили телефільм «Баррі, великий сенбернар», на основі його історії було написано дитячу книгу «Баррі, хоробрий сенбернар», яка опублікована в серії «Книги для юних читачів».
До вересня 2004 року в монастирі св. Бернара було вісімнадцять сенбернарів. Фонд Баррі було створено для розведення цуценят для монастиря. У розпліднику в селі Мартіньї зараз народжується в середньому двадцять цуценят на рік. 2009 року Фонд відкрив у Мартіньї музей сенбернарів, і, щоб відзначити цю подію, на відкриття було доставлено опудало Баррі з Берна. Щоліта собак, як раніше, передають до монастиря, коли перевал відкрито для відвідування людьми (в першу чергу, туристами), і вони допомагають у порятунку, хоча останнім часом рятування здебільшого здійснюється за допомогою гелікоптерів.